# Výstavba sídlišť ve starověkém Egyptě
Staroegyptská sídliště dělíme do tří druhů: neplánovaná, plánovaná a s volnou zástavbou. Budovy v nich postavené mohou být jednopatrové nebo vícepatrové. Půdorys budov bývá podle druhu sídliště nepravidelný nebo pravoúhlý. Pozůstatky staroegyptských měst a vesnic jsou většinou pohřbeny pod nánosy bahna z Nilu a většina věcí se rozpadla vlhkem. Archeologové tak obvykle najdou jen nepatrné zbytky denních potřeb a cenností. Nelze se tedy divit, že mnoho expedic nezkoumalo sídliště. Pokud se zkoumala sídliště, tak většinou mimo nilskou nivu nebo dnešní osídlení. 

## Neplánovaná sídliště
Nejčastěji se v Egyptě setkáváme s výstavbou neplánovaných sídlišť, která se vyvíjela živelně z iniciativy obyvatel. Docházelo k naplánované zástavbě prostoru a vzniku podivných jednopatrových půdorysů budov. Ulice nebyly pravidelné a rovné. 
Jakmile došlo k obehnání města hradbami, začali lidé stavět i dvoupatrové domy. Jen paláce a chrámy obklopené pevnou a vysokou zdí zaručovaly klid.  Podle vyobrazení ve vesetských hrobkách si můžeme představit přibližný vzhled patrových domů velmožů ve velkoměstech. V přízemí, případně i v suterénu, bývaly dílny řemeslníků, výrobny potravinářského zboží (pekárny, sladovny,kuchyně), chlévy a sklady. V prvním patře měl majitel domu několik místností pro přijímání hostí a vedení úřední agendy. Teprve v druhém patře bylo jeho soukromé obydlí s jídelnou, ložnicí, snad i s koupelnou a oddělenou částí pro ženy (harémem). Patra spojovalo schodiště, které pokračovalo až na plochou střechu. Na ní byl dostatek prostoru pro sýpky, zásoby topiva nebo i pro lehký přístřešek, kde bylo možno příjemně posedět nebo i spát v chladivém severním vánku. Někdy se tam vešlo i skromné obydlí sloužících.

## Plánovaná sídliště
Druhý urbanistický typ, plánovitě budovaná sídliště, měla pravidelnější, často pravoúhlý půdorys. Zároveň se v nich zřetelněji projevovala sociální příslušnost jejich obyvatel. Známá jsou města Lahún, Achetaton nebo Dér el-Medína. 
Například ve městě Achetaton stály velké chrámy, budovy úředníků a obrovské zahrady, ve kterých byly bazény s rybami a vodními rostlinami. V zadní části zahrady stála na podezdívce vlastní rezidence, do níž vedlo schodiště a honosné sloupové průčelí. Vestibulem se vstupovalo do recepčního sálu. Tento rozlehlý, k severu orientovaný prostor zakrýval plochý strop, podpíraný čtyřmi až dvanácti dřevěnými sloupy o výšce přes tři metry. Omítku stěn pokrýval bílý štuk s malovanými rostlinnými, zvířecími a geometrickými motivy. Vzduch odváděla malá okna vysoko ve zdech, která umožňovala větrání, ale chránila před přímými paprsky slunce. Uprostřed místnosti bylo do podlahy, dlážděné kamennými deskami, zapuštěno ohniště. Hosté seděli na hliněných lavicích nebo na rohožích na zemi.
Vnitřní části domu, které sloužily jako vlastní obydlí majitele, obklopoval centrální převýšený čtvercový sál se stropem podpíraným zpravidla čtyřmi čtyřmetrovými sloupy. Světlo a vzduch do něj pronikaly shora. U zadní stěny stálo sedadlo pro pána a paní, opodál nádržka s vodou na umývání a domácí oltář. Také stěny tohoto sálu zdobily fresky. Z něj se vcházelo do řady menších pokojů, v nejjižnější ztluštělé zdi domu byla ložnice s výklenkem pro lůžko. Izolovala spáče od okolního ruchu, v létě ho chránila před vedrem, a naopak v zimě akumulovala více tepla. K ložnici přiléhala šatna, koupelna a záchod. Zvláštní pokoj, dříve považovaný za ženský, popisuje Crocker jako pracovnu pána domu. Schodištěm bylo možno vystoupit na plochou střechu, kde stála k severu otevřená lodžie, vhodná k posezení i ke spaní za velkých veder. Vily měly 20 až 28 místností. Velikost a členění domu záviselo na postavení rodiny ve staroegyptské společnosti. 

## Archeologický průzkum
Expedicí, které by se zabývaly zkoumáním sídlišť, nebylo mnoho. Petrie prozkoumal v letech 1890–1891 město stavitelů pyramidy Senusreta II. (12. dynastie) v Lahúnu ve Fajjúmu. V letech 1888–1890 a 1903–1904 se věnoval výkopům nedalekého města v Medínet el-Ghurábu (staroegyptského Merveru) z Nové říše. Americká Hearstova expedice provedla roku 1900 výkop městečka 18. dynastie u Dér el-Ballásu. L. Borchardt před první světovou válkou a anglická Společnost pro výzkum Egypta mezi lety 1921–1937 a znovu od roku 1977 vykopali část nově založeného města Achetatonu, které dal na prázdné rovné ploše na pravém břehu Nilu u dnešní Amarny postavit král-reformátor Achnaton (18. dynastie). Egyptská sídliště dále zkoumali F. Bruyére z Francouzského archeologického ústavu v Káhiře a rakouská expedice vedená K. Kromerem. Mnoho dalších objevů jsou jen náhodné nálezy a výsledky kratších sondáží.
Mnohem více víme o hrobech, kde měli mrtví spočinout v klidu a míru. Hroby jsou velmi honosné, protože Egypťané unaveni z života na zemi doufali v klid aspoň po smrti.